# Talsperre Horseshoe
Die Talsperre Horseshoe (englisch Horseshoe Dam) ist eine Talsperre im Maricopa County, Bundesstaat Arizona, USA. Sie staut den Verde River zu einem Stausee (engl. Horseshoe Lake) auf. Die Talsperre befindet sich ungefähr 93 km (58 miles) nordöstlich von Phoenix.
Mit dem Bau der Talsperre wurde 1944 begonnen. Sie wurde 1946 fertiggestellt.

## Absperrbauwerk
Das Absperrbauwerk ist ein Steinschüttdamm mit einer Höhe von 61,5 m (202 ft) über der Gründungssohle. Die Dammkrone liegt auf einer Höhe von 625,5 m (2052 ft) über dem Meeresspiegel. Die Länge der Dammkrone beträgt 608 m (1994 ft). Die Breite des Staudamms liegt bei 189 m (619 ft) an der Basis und 5 m (16 ft) an der Krone. Das Volumen des Bauwerks beträgt 1,22 Mio. m³ (1,59 Mio. cubic yards).
Der Staudamm verfügt sowohl über Hochwasserentlastungen als auch über einen Grundablass. Über die beiden Hochwasserentlastungen können zusammen maximal 22.596 m³/s (798.000 cft/s) abgeleitet werden, über den Grundablass maximal 62 m³/s (2200 cft/s).

## Stausee
Beim normalen Stauziel von 617,5 m (2026 ft) erstreckt sich der Stausee über eine Fläche von rund 11 km² (2722 acres) und fasst 134,72 Mio. m³ (109.217 acre-feet) Wasser.